# 片岡伊三郎

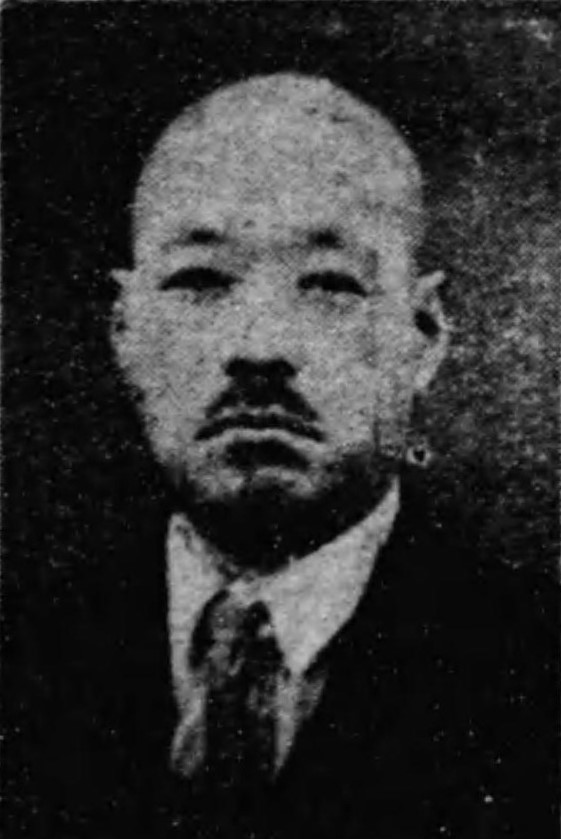
片岡伊三郎

片岡 伊三郎（かたおか いさぶろう、1894年（明治27年）7月12日 - 1966年（昭和41年）1月4日）は、昭和期の実業家、政治家。衆議院議員（3期）。

## 経歴
千葉県山辺郡東金町上宿（山武郡東金町を経て現東金市）で、片岡善助の三男として生まれる。1911年（明治44年）千葉県立成東中学校（現千葉県立成東高等学校）を卒業した。
合名会社片岡商店ゲタモに入社し呉服商も営んだ。その後、大洋土地建物社長、千葉県繊維製品統制社長、千葉紡績社長などを務めた。戦後、千葉県商工経済会評議員、千葉県衣料品小売組合連合会長、千葉商工会議所会頭などに就任。
1946年（昭和21年）4月の第22回衆議院議員総選挙で千葉県選挙区から日本自由党公認で出馬して当選。その後、第24回総選挙まで千葉県第3区から出馬して再選され、衆議院議員に連続3期在任した。この間、第2次吉田内閣運輸政務次官、日本自由党総務、同千葉県支部長などを務めた。その後、第25回総選挙に自由党公認で立候補したが落選した。
政界引退後は日蓮宗の布教活動を行った。
1966年（昭和41年）1月4日死去、71歳。死没日をもって勲三等旭日中綬章追贈、正五位に叙される。